# Живике
Живике (хорв. Živike) — населений пункт у Хорватії, у Бродсько-Посавській жупанії у складі громади Оріоваць.

## Населення
Населення за даними перепису 2011 року становило 236 осіб.
Динаміка чисельності населення поселення:

## Клімат
Середня річна температура становить 11,32 °C, середня максимальна – 26,17 °C, а середня мінімальна – -6,07 °C. Середня річна кількість опадів – 829 мм.
| Клімат поселення                              | Клімат поселення | Клімат поселення | Клімат поселення | Клімат поселення | Клімат поселення | Клімат поселення | Клімат поселення | Клімат поселення | Клімат поселення | Клімат поселення | Клімат поселення | Клімат поселення | Клімат поселення |
| Показник                                      | Січ.             | Лют.             | Бер.             | Квіт.            | Трав.            | Черв.            | Лип.             | Серп.            | Вер.             | Жовт.            | Лист.            | Груд.            |                  |
| Середній максимум, °C                         | 6,57             | 8,71             | 13,30            | 17,94            | 23,07            | 26,17            | 25,82            | 24,92            | 20,98            | 15,68            | 9,93             | 5,78             |                  |
| Середня температура, °C                       | 0,25             | 2,40             | 6,98             | 11,60            | 16,74            | 19,85            | 21,64            | 20,76            | 16,80            | 11,50            | 5,75             | 1,60             |                  |
| Середній мінімум, °C                          | −6,07            | −3,95            | 0,65             | 5,29             | 10,41            | 13,51            | 17,46            | 16,57            | 12,62            | 7,36             | 1,59             | −2,56            |                  |
| Норма опадів, мм                              | 53               | 52               | 53               | 64               | 75               | 98               | 74               | 70               | 62               | 77               | 83               | 68               |                  |
| Середньомісячна швидкість вітру, м/с          | 1.60             | 1.90             | 2.20             | 2.12             | 1.90             | 1.80             | 1.77             | 1.60             | 1.53             | 1.55             | 1.60             | 1.70             |                  |
| Середньомісячна сонячна радіація, кДж/м²·день | 4311             | 7067             | 10983            | 15421            | 19471            | 21562            | 22572            | 20534            | 14968            | 9191             | 4911             | 3598             |                  |
| --------------------------------------------- | ---------------- | ---------------- | ---------------- | ---------------- | ---------------- | ---------------- | ---------------- | ---------------- | ---------------- | ---------------- | ---------------- | ---------------- | ---------------- |
| Джерело:                                      |                  |                  |                  |                  |                  |                  |                  |                  |                  |                  |                  |                  |                  |